# SEAT Exeo
A SEAT Exeo az Audi A4 alapjaira épülő középkategóriás autó volt. Mindössze néhány részletben tér el az A4-től, amelynek teljes gyártósorát a martorelli SEAT-gyárba költöztették 2008-ban. A kombi karosszériájú változatot (143 LE) 2010-ben vezették be Exeo ST néven. 2011-ben néhány apró módosítást végeztek rajta, belül a kormány és az ülések újultak meg. Kívül minimális volt a változás, a méhsejtmintás hűtőrácson, az új felniken és a bi-xenon lámpákon vehető észre. Igyekeztek a környezetvédelmi mutatókat is mérsékelni, lehetőleg a teljesítmény csökkenése nélkül.

## Bemutatkozás
Az Exeót azért vezették be, mert a legutóbbi generációváltással történt jelentős változás nem volt jó hatással a Toledo (a korábbi legnagyobb modell) eladásaira. Az Exeót nem kívánták a 2009-ben beszüntetett sikertelen típus utódjaként beállítani. A SEAT Exeót előbb csak limuzinként lehetett kapni, a kombi később érkezett. 2009-ben dobták piacra mind a kettőt.

## Megjelenés és műszaki adatok
Az Exeo utastere a kormánykereket kivéve a 2005-ös Audi A4-ével egyezett meg, így minőségileg is az Audi szintjét nyújtja. Érdekes módon a kombi csomagtere (442 liter) kisebb, mint a limuziné (460 liter). A Reference-nek nevezett alapfelszereltség tartalmazott Climatronic klímát, fedélzeti számítógépet, valamint CD és MP3 lejátszására alkalmas, négy hangszórós rádiót. Az Audi A4-hez képest új motorokat kapott, mind az öt megfelelt az Euro 5 károsanyag-kibocsátási feltételeinek.

## Kritikák
Az Autónavigátor újságírói szerint az Audis múlt miatt a SEAT Exeo ára túlságosan magas, miközben formája már elavult, és kortársait sem múlja felül. Negatívumként említik továbbá a szűk hátsób lábteret, amely nehezen javítható: a hátsó üléseket ugyanis nem lehetséges tolni, csupán az üléstámlák dönthetők.

## Gyártásának vége
2012-ben 3160 Exeót adtak el, 55,8%-kal kevesebbet, mint az előző évben. 2013 első két hónapjában mindössze 428 talált gazdára. A SEAT 2013 elején megerősítette, hogy nyáron befejezik a gyártást.